# Хомеопатия
Хомеопатията (от гръцки: όμοιος, „подобен“, и πάθος, „болест“) е псевдонаучен метод от алтернативната медицина, чиито основи са положени през 1796 година от Самуел Ханеман. В основата му е използването на силно разредена форма на вещество, причиняващо симптомите на съответната болест. Многобройни научни изследвания са установили, че хомеопатичните препарати са неефикасни, а предложените механизми за тяхното действие − неправдоподобни. Научната общност разглежда хомеопатията като измама; Американската медицинска асоциация – като шарлатанство; а предписването на хомеопатични препарати вместо лекарствени средства е критикувано като неетично.
Руската академия на науките смята хомеопатията за „опасна псевдонаука“, която не помага, и призовава хората да приемат хомеопатията наравно с магията.
Хомеопатичните препарати са направени от минимални дози от едно-единствено (като правило) вещество, което се разрежда във вода, докато от него не остане и една-единствена молекула. Предполагаемите химични свойства на вода, в която в миналото е било разтворено дадено вещество, се приписват на опроверганата от науката хипотеза за памет на водата. Основните вещества, от които се приготвят хомеопатични разтвори (около 200 на брой) са описани в Материя медика (в печатните ѝ издания) и в Препаратите на Боарон. Хомеопатичен реперториум е индексиран справочник на симптомите, съдържащ рубрики, под които са изброени хомеопатичните препарати, които се използват при дадени симптоми. Хомеопатията се използва при остри състояния и хронични заболявания, в стоматологията и ветеринарната медицина, но според основаната на научния метод медицина това действие е на практика отказ от лечение в спешни ситуации.
Учените смятат принципите на хомеопатията за научно неиздържани,  а теорията на хомеопатията за диаметрално противоположна на схващанията на съвременната фармация . Обзорно изследване на статии от пет медицински бази данни, публикувано в International Journal of Clinical Practice, заключава, че замяната на конвенционалното лечение с хомеопатично води до множество нежелани ефекти, свързани например с отказ или забавяне на ефикасното конвенционално лечение. Най-голям процент на хоспитализации след хомеопатично лечение се наблюдава, когато хомеопатичното лечение е съчетано с билколечение.
Твърденията за ефикасността на хомеопатичното лечение извън т.нар. плацебо ефект не се подкрепят от общите резултати от научни и клинични изпитания. Има и други изследвания, които настояват за наличие на реакция на биологичен материал, предизвикана от вещества в хомеопатични концентрации, но систематични оценки за качеството на тези опити показват, че те не успяват да представят доказателства, издържащи критически анализ за ефективността на хомеопатията или въобще за способността на хомеопатичните препарати да предизвикат каквато и да е реакция в организма. Изследванията за ефикасността на хомеопатията биват подлагани на систематични изследвания за експериментална честност на изследователите. В резултат, изследване на 89 изследвания за ефикасността на хомеопатията, проведено от немски учени, водени от Клаус Линде, показва, че колкото по-стриктно се спазват принципите на научния метод и е налице строга методология в дадено изследване, толкова по-вероятно е то да отхвърля всякаква ефикасност на хомеопатичните препарати (в сравнение с плацебо).  Списанието Prescrire — единственото медицинско списание, което се издържа само от абонаменти и отказва спонсорства на фармацевтични компании — редовно публикува изследвания, потвърждаващи липсата на ефикасност на хомеопатичните препарати, като например изследването на Ж. Ж. Олас от 1995 г., което отхвърля ефикасността на хомеопатията, извън патологиите, на които влияе плацебо ефектът. Автори поставят като причина за продължаващата толерантност към хомеопатичните практики нежеланието да бъдат засегнати финансовите интереси на хомеопатичните компании.  В „Псевдо-медицините: клетва за лицемери“ четем: „колкото и да има общопрактикуващи лекари хомеопати, педиатри хомеопати и дори психиатри хомеопати, няма кардиолози-хомеопати. Защо? Без съмнение, защото интересът на един лекар е да запази живота на пациентите си.“ 
Основавайки се по-скоро на нерационална лична преценка и на неосведомеността си, отколкото на фактологични данни, немалко лекари в България предписват хомеопатични средства и подведени от тях пациенти им се доверяват. Пациентите, които изберат да използват хомеопатията, а не съвременната медицина и лекарства, рискуват да не получат навременна диагноза и ефективно лечение на сериозни здравословни състояния. Хомеопатията се преподава в различни университети по света, но образователните степени, придобити от студенти, следвали такива курсове, се смятат за ненаучни..

## История и принципи
Ранно предположение, че подобното лекува подобно, е направено от Хипократ около 400 пр.н.е. Той правел предписания с корен от мандрагора, която предизвиквала мания, за да лекува мания, предписвайки малка доза спрямо това, което иначе ще предизвика болестта. През 16 век пионерът на фармакологията Парацелз казва, че малки дози от „това, което може да разболее някого, също така го лекува".
Хомеопатията възниква в края на 18 век, като целта на нейния основоположник Самуел Ханеман е да замени методите на тогавашната медицина с по-хуманни и щадящи пациента практики. Сред формите на лечение, използвани по това време, са кръвопускане, прочистване (използването на разхлабителни или клизми), както и лекуването със сложни смеси, като например териак, приготвян от 64 различни субстанции, като опиум, смирна и змийска плът. Подобни процедури често влошават симптомите, а понякога водят и до летален изход. Макар и практиките на такова лечение да са установени от векове, Ханеман ги отхвърля като нерационални и непрепоръчителни. Вместо това той предпочита използването на еднокомпонентен препарат в малки дози и подкрепя нематериалистичните и виталистични теории за функционирането на живите системи. По това време витализмът все още е разпространена сред медиците теория.
Самуел Ханеман изгражда системата на хомеопатията върху два основни принципа:
- Лекуване на подобното с подобно (Simila similibus currentur) – заболяване с определени симптоми се лекува с вещество, което при здрави хора предизвиква подобни симптоми.[35] Например при реактивен артрит (възпаление на става) с розовочервен оток на кожата, лекарите хомеопати могат да назначат вместо аспирин или друго противовъзпалително лекарство пчелна отрова, тъй като при ухапване от пчела се образува подобен оток, т.е. симптомите са подобни на тези при реактивния артрит.
- Ниски дозировки на препаратите – колкото по-малка е дозата на предписаното вещество, толкова по-ефикасно трябва да бъде то.[35] Затова, както и за да се избегнат страничните и вредни ефекти на изходните субстанции, типичните хомеопатични препарати се разреждат в съотношение 1:1005 (едно към десет милиарда) до 1:10030 (едно към един децилион) или дори по-ниско. Според теорията на хомеопатията лечебният ефект се запазва и при много ниски концентрации на лечебното вещество благодарение на процеса на динамизация (вижте по-долу).

## Теории за действието
Друга теория предполага, че хомеопатичните препарати предизвикват имунна реакция на организма – реакция на имунната система, при която последната разпознава в препарата голямо подобие с патогена, причинил болестта и произвежда антитела срещу него. Това според догмите на хомеопатията не е възможно, защото самата тя отхвърля рационалната връзка на патогена с болестта, разглеждайки наличието на патоген по-скоро като симптом, отколкото като причинител на заболяването.
Например на пациент с повръщане, диария, тревожност и страх от болести и от смъртта, причинени от отравяне с арсен, хомеопатите предписват арсен в хомеопатична концентрация. Ако пациентът има същите оплаквания, причинени не от арсен, а от непознат причинител, хомеопатичният препарат от арсен трябвало да повлияе състоянието му със същия успех. Според хомеопатичната теория организмът се лекува сам без химични реакции с веществото от препарата. Наличието на такава реакция обаче не е научно установена. За да има реакция в организма, разреждането трябва да спре много преди разтворът да стане „хомеопатичен разтвор“.
В хомеопатията се подхожда различно към случаи с остра симптоматика и хронични случаи. Съвременната теория на хомеопатията смята, че голям брой хронични заболявания се дължат на психологическия статус, настройка, травми и патология, както и на нерационалния начин на живот „Идеята за психоемоционалния произход на хроничните заболявания не е нещо ново и вече се е утвърдила в холистичната медицина“.

## Хомеопатични препарати
Хомеопатичните препарати се произвеждат чрез разреждане и динамизация (потенциране).
- Разреждане. За достигане на хомеопатични концентрации в един препарат избраната изходната субстанция, било то биологична такава, химически елемент или съединение и в частност конвенционални лекарствени средства, се разрежда серийно във вода или етилов спирт. Обикновено се разрежда няколко пъти в съотношение 1:100, което се означава на флакона с число, последвано от буквите СН или CK (C от английското centesimal, буквално „една стотна“, H като Ханеман, т.е. разредено по метода на Ханеман, а К означава, че е разредено по метода на Корсаков). Еднократното разреждане в съотношение 1:100 е 1CH. След това от 1CH се взема малко разтвор (обикновено една капка) и се разрежда още веднъж с 99 части разтворител, т.е. в съотношение 1:100. Така се стига до разреждането 2CH. От 2CH се взема една част и се разрежда в 99 части разтворител – получава се 3СН, което е разреждане в съотношение 1:1 000 000. По този начин продължават серийни разреждания обикновено до 30СН, което е и препоръчвания според Ханеман разтвор, но някои школи прилагат хомеопатични препарати, разредени по този начин 200CH, 200CK в Осцилококцинум (Oscillococcinum) на Боарон.

Броят молекули от началното вещество, оставащи в крайния продукт при n-кратно разреждане, може да се изчисли по следния начин:
Ако {\displaystyle {\mathcal {N}}} е началното количество вещество, то частта от началното вещество, което остава, е {\displaystyle {{\mathcal {N}} \over 100^{n}}}, т.е. след 12 разреждания, или разтвор 12CH, началното количество вещество е разредено {\displaystyle 1\times 10^{24}} пъти. Ако началното количество вещество е било един мол, т.е. съдържало е {\displaystyle {\mathcal {N}}={\mathcal {N}}_{A}=6.02\times 10^{23}} молекули (виж Число на Авогадро), в разтвор 12CH (такъв, получен след 12 разреждания едно към сто) е вероятно да не е останала дори една молекула от първоначалната субстанция.
Някои хомеопати обясняват лечебния ефект на практически чистия разтворител чрез научно недоказаната хипотеза за памет на водата, т.е. че даден обем вода „помни“ свойствата на веществото, което е било разредено в него.. Разликата между метода на Ханеман (CH) и Корсаков (CK) е, че според Ханеман всяко последващо стократно разреждане се прави в нов съд, докато по метода на Корсаков се приема, че когато се изсипе съдържанието на съда в определен за целта друг съд, в първия остава една стотна от разтвора, което означава, че в същия съд можеш да долееш разтворителя за постигане на нов 1/100 разтвор и така n пъти до постигне на желаната бедност. Определено вторият е спестяващ време и по-икономичен, като и при двата на всяко постъпателно разреждане се извършва „динамизация“ с цел „потенциране“.
- Динамизация и потенциране: Между всяко стократно разреждане се извършва „динамизация“ – разтворът се разтръсква в предварително зададено направление често, а и според оригиналните инструкции на Ханеман при всяко тръскане разтворът се удря в полуеластичен предмет. Това би трябвало да доведе до процес, наречен „потенциране“. По този алхимичен начин според представите на хомеопатията лекарствените ефекти на разтвора се усилват и колкото по-разреден е разтворът, толкова по-силен е ефектът от него.

Френската фирма „Боарон“ предлага препарати с разреждане (потенция) 5СН, 9СН, 12СН, 15СН и 30СН. Други школи (класическата хомеопатия) използват главно разреждания от 6CH, 30СН, 200СН, 1М (=1000СН), 10М (=10 000СН). Фирмата „Хелвет" произвежда ветеринарни хомеопатични средства. В много европейски страни има дори асоциации на ветеринарните хирурзи, прилагащи хомеопатия. В Холандия например около 10% от ветеринарните лекари са членове на подобна асоциация. Тези асоциации са обединени в „Международна асоциация за ветеринарна хомеопатия" .
- Изпитание (хомеопатично, да не се бърка с клинично изпитание): Хомеопатичните препарати се приемат като такива след хомеопатични изпитания или хомеопатично доказване (подвеждащо в английския език за хомеопатичен термин се използва думата Proving, с етимология от немския език: Prüfung – тествам, опитвам), което представлява приемане на хомеопатичен препарат от здрав индивид с цел изпитване на неговите свойства.

При хомеопатично изпитване приелият лекарството индивид обикновено проявява слаби симптоми (физически), но също емоционални и умствени, които са всъщност симптоми на съответното лекарство, които продължават в рамките на една седмица. Например подобни симптоми могат да бъдат често кихане придружено с чувство на отегчение и главоболие. Симптомите, проявени при хомеопатичното изпитване, не траят дълго, а отшумяват при прекъсване на приемането на лекарството. Хомеопатичните изпитвания обикновено се правят от множество изпитващи, като резултатите се вписват в обща листа, сравняват се и се обработват. Потвърдени от практиката, нови лекарства и резултати от изпитвания се вписват в реперториума и материя медика.

## Съвременни аспекти
За ефекта от нея има научни проучвания в различни области, но резултатите са противоречиви. Правени са изследвания в областта на оториноларингологията, урологията, нефрологията, общата медицина и много други медицински специалности .

## Хомеопатията по страни
Хомеопатията е широко разпространена в Англия, Франция, Индия, Русия и където има дългогодишни традиции и се преподава в някои университети, което предизвиква и критики .
В Европа законодателната уредба е различна, но като цяло се насърчава практикуването на хомеопатия от дипломирани лекари и хомеопати, които са издържали допълнително медицинско образование и изпити. В същото време в множество европейски страни има възбрана за плащането от здравните каси на лечения с хомеопатични препарати . Това е така в Италия, Испания, Финландия, Швеция, Норвегия, Ирландия и Великобритания.
Хомеопатията в България
Лондонският хомеопатичен колеж основно благодарение на усилията на Питър Чапел (който работи за популяризирането на хомеопатията в Източна и Централна Европа след промените и до 1999 г.) започва лекции върху хомеопатията и води курсове с лектори предимно от Англия (също и Австралия) още от 1992 г. LCCH са последователи на ханемановата традиция в хомеопатията. „Боарон“ навлиза в България през 1996 г. и започва провеждане на курсове по подобие на Центъра за обучение и разпространение на хомеопатията във Франция .
Като страна по провеждането на курсове съвместно с LCCH е организацията „Хомеопатично общество България“, а работата с курсове и препарати на „Боарон“ – „Боарон България“ и Българската медицинска хомеопатична организация, асоцииран член на Българския лекарски съюз. ХО и LCCH провеждат семинарите обикновено в планинските области на България, докато „Боарон България“ предпочита за място за провеждане на своите конференции курорта Албена. Освен Хомеопатично общество България са създадени още множество организации и обучителни центрове по класическа хомеопатия, като център „Анхира“, „ХомеоХелп“ и други, свързани по един или друг начин с ХО и LCCH. Тъй като целта на LCCH е основно популяризирането и въвеждането на хомеопатията и неговата работа извън Великобритания има предимно временен характер, постепенно при провеждането на съвместни курсове и обучения по хомеопатия от ХО и LCCH се включват все повече български хомеопати, като в определен момент ХО продължава да работи самостоятелно.
Законът за здравето в България урежда контрола върху различни „неконвенционални методи за благоприятно въздействие върху индивидуалното здраве“, сред които е и хомеопатията.
На 19 май 2010 г. при правителството на Бойко Борисов е приет нов Закон за здравето, регламентиращ „неконвенционалните методи“ за лечение. Според този закон право да практикуват хомеопатия имат само медиците.  Според новия закон хомеопат по смисъла на чл. 2 е лекар, завършил успешно двугодишен курс на обучение по хомеопатична практика и притежаващ удостоверение, издадено и подписано от съответното Висше медицинско училище – Медицински университет - Варна, Медицински университет - София и Медицински университет - Пловдив. Повечето от лекторите на висшите учебни заведения по хомеопатия са от школата на „Боарон“ .
Тъй като в България школите на практикуващите хомеопатия са две – класическа хомеопатия и хомеопатия на „смесените лекарства“ (Боарон), реакцията на хомеопатите от първата школа е естествено отрицателна по отношение на закона (виж по-горе принципи на хомеопатията), като законът е приеман като „лош, защитаващ строго корпоративни интереси, неподложен на дискусия“ .
Според данни на ХО България в Европа хомеопатията се практикува от приблизително равен брой хомеопати нелекари и хомеопати медици, като в отделните държави съотношението е различно. В Европа има само три държави (Австрия, Франция, Люксембург), в които се забранява със закон практикуването на хомеопатията от нелекари, като с приемането на закона България става четвъртата страна, приела подобни ограничителни законови мерки, където след влизането в сила на новия Закон за здравето право на хомеопатична практика ще имат само лекари и стоматолози .

## Предписания
Предписания на препарати се правят на базата на хомеопатични интервюта. При хомеопатичното интервю хомеопатът разпитва пациента за неговите оплаквания, болести, психологически проблеми.
- При острите заболявания (въз основа на информацията, събрана по време на интервюто, физикалния преглед и изследванията) се предписва съответното хомеопатично лекарство, а при хроничните заболявания се събира информация за начина, по който боледува пациентът във времето, историята на неговите заболявания, повторяемостта им, ритъма и т.н., цялостната картина на заболяванията.

- Хомеопатичният преглед / Хомеопатичното интервю представлява разширено интервю, като се задават различни въпроси, които при класическата хомеопатия целят намирането на симилимума, или цялостната картина на пациента, а при други хомеопатични практики целят да се изясни личната (индивидуална) „реактивност“ на пациента. При практиките със „смесени лекарства“, за да се изясни по-пълно неговата индивидуална реактивност, се събират данни и за особеностите на неговия характер, за поведението му, за склонността да боледува от едни или други заболявания и др. Според класическата хомеопатия характерът, индивидуалната история,съставляват цялост със симптомите, продиктувани от влошавания, които са характерни за индивидуалността на пациента – тези влошавания трябва да бъдат излекувани с хомеопатичното лекарство. При „смесените лекарства“ обаче се лекуват само отделните симптоми, като изборът на лекарство е подпомаган от общата картина. Някои школи на смесени лекарства извън България също практикуват същински холистичен подход.

При приемане на хомеопатични препарати се държи сметка на факта, че всеки човек (пациент) е уникален със своята индивидуалност, личностни характеристики, свой ритъм на работа и собствена обкръжаваща среда. Цел на терапията е да се избере хомеопатичен препарат, който да „отключи" оздравителна реакция в организма на болния. За целта се избира разтвор, направен от вещество, което при здрави индивиди причинява симптоматика, наподобяваща оплакванията на конкретния болен, по принципа на подобието. Например за главоболие от слънце може да се предпише нитроглицерин – медикамент, известен със страничния си ефект – главоболие.
Хомеопатичните препарати не могат да заместят липсващо в организма вещество. Затова хомеопатията не се прилага самостоятелно при заболявания като инсулинозависим диабет, хипотиреоидизъм и др., а само като допълнение при задължително поддържане на основното лечение, включващо приемане на заместващи вещества, хормони и т.н.
Хомеопатичното лечение е ней-ефективно, когато:
- болестта е функционална, без настъпили трайни и необратими органични изменения;
- организмът е със запазени способности да реагира;
- е възможно да се намери вещество (има правени изпитания), което при здрави индивиди да причини симптоматика, подобна на страданието на болния.

## Медицински и научни анализи
Хомеопатията не се подкрепя от модерните научни изследвания. Крайните разреждания, използвани при приготвянето на хомеопатичните препарати, обикновено не съдържат нищо от активния компонент (няма атоми, молекули или йони) . Идеята, че биологичен ефект може да бъде предизвикан от хомеопатичните препарати, е в несъответствие с наблюдаваните експерименти на доза-ефект . Предложеното решение на този проблем от хомеопатията, че водата запазва своята „памет“ или „вибрациите“ на разреденото вещество, са в противоречие със законите на физиката и химията . В проведени клинични проучвания не е доказан ефект от хомеопатичен препарат, надхвърлящ контролния плацебо ефект , където подобрението в състоянието на пациента се базира единствено на вярата, че лечението работи.  Въпреки това се появяват и инцидентни проучвания, даващи маргинална лечебна стойност на хомеопатични препарати. Резултатите от тях са опровергани от научната общност.

### Изследвания върху ефективността
През 1987 година Жак Бенвенист публикува статия, а ограничен брой други изследователи от Френския национален център за медицински изследвания за кратко поддържат твърденията му, че е доказал експериментално наличието на въздействие на един-единствен хомеопатичен разтвор на антиимуноглобулин Е върху биологична система, и по-точно Basophil granulocyte – вид бяло кръвно тяло. Финансирането на научното звено около Бенвенист е предоставено от хомеопатичната компания „Боарон“, което само по себе си поставя под съмнение непредубедеността на експеримента. Впоследствие се доказва, че механизмът, по който са фалшифицирани резултатите, е манипулиране на статистическите резултати с цел отхвърляне на крайно „нежелателните“ и подсилване на „изгодните“ данни. .
Научното звено, в което Бенвенист е работил, е закрито след скандала около по-горните публикации, а откритията му са осмени от научната общност – той става първият носител на две антинобелови награди. Бенвенист е уволнен от Френския национален център за медицински изследвания за „опозоряване на родината“.

### Етични проблеми
Хомеопатичните продукти съдържат само вода и/или алкохол, поради което като цяло се смятат за безопасни. В много редки случаи съдържат други вещества. В един такъв случай хомеопатична компания предлага капки за нос Zicam с високо съдържание на цинков глюконат (разреден в съотношение 1:100 или „2X“), за които употребилите твърдят, че са предизвикали пълна загуба на обоняние.. През 2006 г. в 340 такива случая са достигнати извънсъдебни споразумения на обща стойност 12 милиона долара.
Съществуват случаи на отравяне с арсен вследствие на употреба на арсенсъдържащи хомеопатични препарати.
Друг важен етичен проблем е отказът от подходящо лечение на болести, които могат да бъдат излекувани с медицински средства. Познати са много случаи, в които хомеопати съветват пациентите си да не се имунизират. Някои хомеопати съветват пациентите си вместо ваксини да приемат хомеопатични продукти, направени от патологично изменени човешки тъкани (човешки екскременти, повърня и заразени тъкани). Самият Ханеман се е противил на такива продукти, но съвременните хомеопати ги използват, макар и да няма доказателство, че имат какъвто и да е благотворен ефект. Има и случаи на хомеопати, които съветват да не се приемат лекарствени средства срещу малария. Това поставя пътуващите до тропичните области под сериозен риск, тъй като няма никакви доказателства, че хомеопатичните препарати имат ефект срещу носителите на маларията В друг случай от 2004 г. хомеопат съветва пациент да спре да взема традиционни лекарства срещу сърдечни проблеми, 4 месеца след което пациентът умира от инфаркт, причинен от спирането на лечението.
През 1978 г. Антъни Кемпбъл, тогава консултант на Лондонската кралска хомеопатична болница, критикува твърдения на Георгос Витулкас, че при лечението на сифилис с антибиотици могат да бъдат причинени вторични и третични сифилиси, които да засегнат и централната нервна система. Кемпбъл отхвърля това твърдение като „безотговорно, целящо да убеди неинформирания лаик да спре лечението си“, въпреки че лечение с пеницилин е ефикасно в 90% от случаите.

## Програмно обезпечаване
Ползването на технологии и програмни продукти, както безплатни, така и платени (може би най-популярната сред тях е „Радар“), са особено популярни сред хомеопатите, които ги ползват още в края на 80-те и началото на 90-те с първите мобилни устройства (лаптопи) за разрешаване, систематизиране на своите случаи, за записки и бележки, справки и т.н. (вж. медицинска информатика) .

## Регулация и разпространение
Хомеопатията е практикувана по цял свят, макар че в някои страни нейната популярност води до държавни регулации и подпомагане на практиките, в някои страни (като България) има частична регулация на продажбата на лекарства и практикуване, и т.н.
Федералната търговска комисия на САЩ (Federal Trade Commission, FTC) през 2016 г. задължи производителите на хомеопатични препарати да информират потребителите за факта, че хомеопатията се основава на теории от 18 век, а самите препарати не се подлагат на необходимите клинични изпитвания и не са одобрени от медицински експерти. FTC публикува доклад от 24 страници, в който излага позициите на хомеопати, на хора, настроени скептично по отношение на хомеопатията, както и на хора, които са употребявали хомеопатични препарати. Специалистите на организацията стигат до извода, че няма никакви основания рекламните обещания на производителите на хомеопатични препарати да не се подлагат на същия контрол, както и рекламите за лекарства. Информацията върху опаковките на хомеопатичните препарати, по мнението на специалистите, се представя в изопачен вид. За да се внесе яснота, вече производителите им ще са длъжни да посочват върху етикетите, че продуктът им не е изпитван (ефикасността му не е научно доказана), както и че е произведен в съответствие с принципи, нямащи доказателствена база.